# Эмфатические согласные
Понятие эмфати́ческие согла́сные происходит из лингвистического описания семитских языков и описывает ряд шумных согласных, отличающихся от других звонких и глухих согласных.

## Произношение и возникновение в прасемитском языке
В некоторых семитских языках эмфатические согласные произносятся как фарингалы (глоточные согласные), велярные (заднеязычные согласные) или эйективные (абруптивные согласные), контрастируя при этом с простыми звонкими и глухими согласными, распространёнными в европейских языках. Понятие эмфатический частично используется также по отношению к другим афро-азиатским языкам, в которых эмфаза выражается с помощью абруптивных или имплозивных согласных. В специальной литературе по семитологии эмфатические согласные обозначаются обычно точкой под соответствующим согласным латинского алфавита (напр. ṭ, ṣ, ḍ и ẓ), чтобы подчеркнуть фонетические свойства, отличающие эти согласные звуки от прочих. В арабском языке определение эмфатический равнозначно вторичной артикуляции с суженной гортанью или задненёбным пространством, которое, в зависимости от места артикуляции, считается веляризацией или фарингализацией. В арабском языке фонетическая реализация эмфатических согласных варьируется от диалекта к диалекту, однако в большинстве случаев используются фарингальные согласные. В эфиопских и современных южноарабских языках эмфатические согласные произносятся с участием абруптивных согласных. Хотя они фонетически не совпадают друг с другом, в историческом написании они происходят из одного источника.
Эти 5 эмфатических согласных были уже в прасемитском языке:
- ṭ: Дентальный взрывной (= [t’]), произносится как арабский звук ط.
- ṱ: (Меж)-дентальный фрикатив (= [θ’]).
- ṣ: Альвеолярная аффриката (= [(t)s’]), из которой произошёл еврейский звук צ.
- ṣ́: Латеральная аффриката (= [(t)ɬ’]).
- ḳ: Велярный взрывной (= [k’] или [q’]), произносится как современный арабский звук ق.

## Эмфатические согласные варабском языке
Согласные, называемые эмфатическими, отличаются от своих неэмфатических соответствий тем, что они произносятся «твёрже» и «глубже» обычных согласных. Соседние с ними гласные также несколько меняют свою артикуляцию: [a], которое обычно сходно с [æ], начинает звучать как глубокое огубленное [å], [i] приобретает призвук русского [ы], а [u] звучит почти как [o]. Эмфаза не ограничивается только непосредственно стоящими рядом гласными и может распространиться на всё слово.
Пять эмфатических согласных, существующих в арабском литературном языке:
- ṣ: ص — эмфатический вариант س.
- ḍ: ض — эмфатический вариант د.
- ṭ: ط — эмфатический вариант ت.
- ẓ: ظ — эмфатический вариант ذ.
- q: ق — эмфатический вариант [k] ك.

Есть ещё одна буква, которая также может произноситься эмфатически: ﻝ, правда, только в одном слове: الله — Бог.

## Эмфатические согласные виврите
В современном иврите больше не существует различий между эмфатическими и неэмфатическими согласными. Тем не менее, в некоторых диалектах они ещё сохраняются. Так, например, иракские и йеменские евреи различают каф (כ) и коф (ק), тав (ת) и тет (ט). В еврейском алфавите три исторически эмфатических согласных сохраняются на письме в качестве отдельных букв:
- q: ק — эмфатический вариант [k] כּ (сегодня ק и כּ звучат одинаково).
- ṣ: צ — эмфатический вариант [s] ס (сегодня צ звучит как [ц]).
- ṭ: ט — эмфатический вариант [t] ת (сегодня ט и ת звучат одинаково).